# Werner Teske
Werner Siegfried Teske (Berlin, 1942. április 24. – Lipcse, 1981. június 26.) az NDK Állambiztonsági Minisztériumának (MfS) tisztje volt. 1981-ben jogellenesen ítélték halálra kémkedés, menekülési (disszidálási) kísérlet miatt. Ez volt az utolsó végrehajtott halálos ítélet az NDK-ban és egyben Németországban is. Az ítéletet Hermann Lorenz, a lipcsei börtön osztályvezetője hajtotta végre.

## Életútja
Az 1942-es születésű Teske 1969-ben közgazdászként végzett a berlini Humboldt Egyetemen, és elhelyezkedett az Állambiztonsági Minisztériumnál (Ministeriums für Staatssicherheit – MfS, közismertebb nevén a Stasi).
Nem volt különösebben tehetséges vagy szorgalmas munkatárs, szürkeségével jól illett a gépezetbe, lassan, de határozottan lépkedett fölfelé tisztségeiben. Az 1970-es években, bár már századosnak nevezték ki a szervezetben, megingott a bizalma a rendszerben. 

### A koholt vád
1979-ben a MfS egyik munkatársa, Werner Stiller, aki ráadásul a nyugatnémet nukleáris technika utáni kémkedést irányította, a berlini Friedrichstraße vasútállomáson üzemeltetett „szolgálati átjárón” keresztül elhagyta az NDK-t, és többet nem tért vissza.
A minisztériumban kitört a pánik, belső vizsgálatok sorát kezdeményezték, és egy ilyen vizsgálat során Teske esetében több visszásságot is feltártak. Páncélszekrényében jókora káoszt, az operatív költségekre szánt kasszában pedig jelentősebb hiányt találtak. Ráadásul a lakásán végzett házkutatás során több, szigorúan titkos iratot is lefoglaltak, melyeket nem lett volna szabad a minisztérium épületéből kivinni.
1980. szeptember 4-én 18 órakor egy megbeszélésre hívták be „Egy fontos operatív feladat megoldása” indoklással, ami valójában kihallgatás volt. Öt nappal később feleségét is őrizetbe vették. A fogdában engedélyezték a beszélgetésüket, de azt is lehallgatták, és a későbbiekben bizonyítékként felhasználták ellene. Néhány nappal később egyik stasis kihallgatójának állítólag elismerte, hogy disszidálni akart, és ezért azonnal hadbíróság elé állították.
Az államgépezet és főleg Erich Mielke, az MfS főnöke példát akart statuálni Stiller menekülése kapcsán: „Az árulás a legsúlyosabb bűncselekmény, melyet a Stasi tagjai elkövethetnek. A párt és a munkásosztály, a munkás-paraszt hatalom által megbízott minisztérium a legjelentősebb eszköze a hatalom megvédésének. Aki visszaél ezzel a bizalommal, gyalázatos tettéért a legsúlyosabb büntetést érdemli” – hirdette meg egy 1980-as belső rendeletében. Bosszúra szomjazott, és erre a célra Teske esete tökéletesen megfelelt.
„A Német Demokratikus Köztársaság árulásának szándéka” („Absicht, Verrat an der Deutschen Demokratischen Republik zu begehen”) volt a vád, melyet a katonai bíróság helybenhagyott, és életfogytig tartó szabadságvesztésre ítélték a századost. Legalábbis ezt hirdették ki a jelenlétében, a valódi ítélet ezzel szemben halálbüntetés volt. 1981. június 10-én Teske fellebbezett, amit Erich Honecker pártfőtitkár azon nyomban el is utasított, de ezt nem közölték Teskével, ehelyett átszállították Lipcsébe.

### Kivégzése
Lipcsében, az Arndtstraße 48 alatt található az egykori NDK egyik legbaljósabb emlékhelye, egy hatalmas, szürke vaskapus épület, ahol egykor a halálos ítéleteket hajtották végre. A népi demokratikus bíróságokon 231 halálos ítélet született a világháborút követően[mikor?], az NDK fennállása alatt, ebből vélhetően 160-at végre is hajtottak. 64 ítélet a világháborús náci cselekmények megtorlásaként született, 44 gyilkosságok és súlyos bűncselekmények miatt és 52 esetben politikai cselekményeket toroltak meg itt a nép nevében. Az 1950-es évek végéig – még a náci időkből „megörökölt” – guillotine-nal fejezték le az elítélteket Drezdában, ezután a szovjetektől átvett váratlan tarkólövés (szó szerint váratlan közeli lövés – „unerwartbaren Nahschuss”) került Lipcsében is bevezetésre.

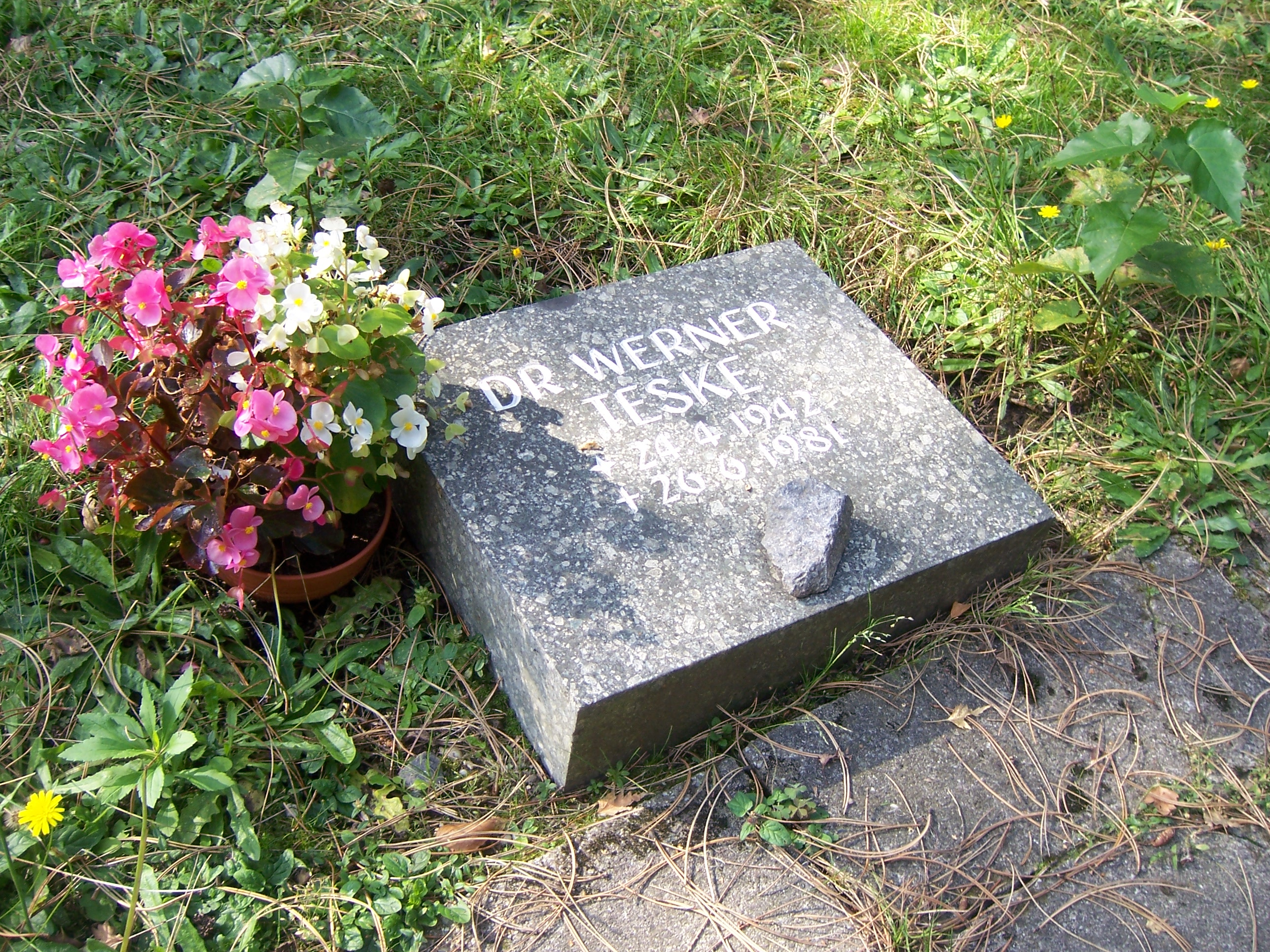
Teske sírja Lipcsében, a Südfriedhofban

Teske halálos ítéletét a már 52 évesen nyugdíjba vonult állami hóhér, Hermann Lorenz hajtotta végre, akit ez időre visszahívtak a „hivatalba”, mert utódjáról még nem gondoskodtak. Az ezt megelőző 20 kivégzést is ő hajtotta végre, ezekért esetenként 150 keletnémet márka prémiumot kapott a fizetésén túl.
Teskét 1981. június 26-án érte itt a váratlan tarkólövés, melynek végrehajtásakor a hóhéron kívül két segítő, egy parancsnok és egy orvos is volt a helyszínen, a földszinti, befalazott ablakú egykori házmesterlakásban. Holttestét még aznap elhamvasztották és egy jeltelen tömegsírba temették a lipcsei Südfriedhofban.
Lánya és felesége a pert követően új identitást kaptak és Berlinbe költöztek. 1990-ig úgy tudták, hogy Teske még mindig börtönben ül. Akkor értesültek először az előlük is mélyen elhallgatott államtitokról, a kivégzéséről.

## Helmut Kohl és egy éra vége
1987. szeptemberben találkozott először Erich Honecker, a keletnémet állampárt, a SED főnöke Helmut Kohllal, az NSZK kancellárjával. „Az első találkozás előtt már Honecker úgy határozott, hogy rezsimje humanista irányultságának bizonyítékaként beszünteti a halálos büntetést az NDK-ban” – világította meg Hans-Jürgen Grasemann, az egykori Központi Nyilvántartó Hivatal szóvivője a háttérben húzódó motivációt.
1987 nyarán Honecker helyettese, Egon Krenz a politikai bizottsághoz benyújtott egy javaslatot, hogy töröljék az NDK-ban a halálos ítéletet, mely 10 nap múlva elfogadásra is került.
Az utolsó kivégzett esete szimbolikus, hiszen Teske nem követte el az árulást, csak megfordult a fejében a disszidálás gondolata, és ezért végezték ki. Esete egyáltalán nem volt egyedi sem az NDK-ban, sem az egész keleti blokkban.

## Rehabilitációja
Teske halálos ítéletét – az NDK megszűnése után – 1993-ban megsemmisítették, majd az ítélet kapcsán az egykori katonai bírót és egy volt katonai államtitkárt, akik a halálos ítéletet összehozták, 1998-ban négy-négy év börtönre ítélte a berlini bíróság.
Indoklásukban szerepelt, hogy az egykori keletnémet jogszabályokat figyelmen kívül hagyva, az eljárásrendet semmibe véve született meg a végzetes ítélet.